# Раймундо де Мадрасо і Гаррета
Раймундо де Мадрасо і Гаррета (ісп. Raimundo de Madrazo y Garreta; 24 липня 1841 — 15 вересня 1920) — іспанський художник, представник академічного класицизму. Відомий насамперед своїми жанровими картинами та портретами. Походив з родини художників Мадрасо: його дідом був Хосе де Мадрасо, художник і колишній директор Музею Прадо, батьком — художник-портретист Федеріко де Мадрасо, а його братом — Рікардо де Мадрасо.

## Біографія
Він народився в Римі, де навчався його батько.
Перші уроки образотворчого мистецтва отримав від батька та діда. Пізніше він відвідував Королівську академію витончених мистецтв Сан-Фернандо. Там він навчався у Карлоса Луїса де Рібери та Карлоса де Гаеса. Згодом він поселився в Мадриді, але завершив свою освіту, відвідавши Париж у 1860 році, де брав уроки у Леона Коньє.
Того ж року він мав свою першу виставку. Часто відвідував Нью-Йорк, щоб продати свої картини. Серед його клієнтів були сім'я Вандербільтів і Александер Терні Стюарт.
Раймундо був частим експонентом Паризького салону, отримав головну медаль на Всесвітній виставці (1889) і був постійним відвідувачем салону Мадлен Лемер. Моделлю для майже всіх жіночих фігур у його жанрових картинах була Аліна Массон.
Після 1862 року він прожив більшу частину свого життя в Парижі. Наприкінці 1860-х він провів деякий час у Римі зі своїм братом, працюючи в майстернях Маріано Фортуні, який одружився з їхньою сестрою Сесилією. Під час франко-прусської війни жив у Гранаді. Його дружина померла під час пологів у 1874 році, у той самий рік, що й його зять Фортуні.
1882 року Мадрасо разом із художниками — італійцем Джузеппе Де Ніттісом та бельгійцем Альфредом Стівенсом, а також власником галереї Жоржем Петі став співзасновником Міжнародної виставки, спрямованої на підтримку іноземних художників у Парижі.
У 1894 році він подарував Музею Прадо колекцію творів Франсиско де Гої, яку придбав у 1869 році. У 1914 році переїхав до Версаля, де через шість років помер. Його син Федеріко де Мадразо-і-Очоа (відомий як «Коко») також став видатним художником.

## Творчість
У картинах Раймундо Мадрасо відчувається вплив рококо та японського мистецтва. Жанрові сцени, як і жіночі портрети художника, відносять до яскравих прикладів дотепного та елегантного жанрового живопису, з м'якими тонами та делікатними позами. Художник зображує вишуканий ідеал аристократичних кіл і буржуазії, показуючи дійсність та ілюзії витонченого та чуттєвого життя. Іноді картини Мадрасо називають Паризьким сералем (сераль — палац турецького султана. Іноді сералем називали внутрішню, жіночу частину палацу, тобто гарем).
Американські колекціонери платили великі гроші за картини Мадрасо. Наприклад, Александер Терні Стюарт купив картину «Дама з папугою», «Карнавал» (1878) був придбаний Л. Вольфом, а «Дівчата біля вікна» (1875) була куплена мільйонером Вандербільтом. Дві останні зберігаються у музеї Метрополітен у Нью-Йорку.

## Вибрані картини

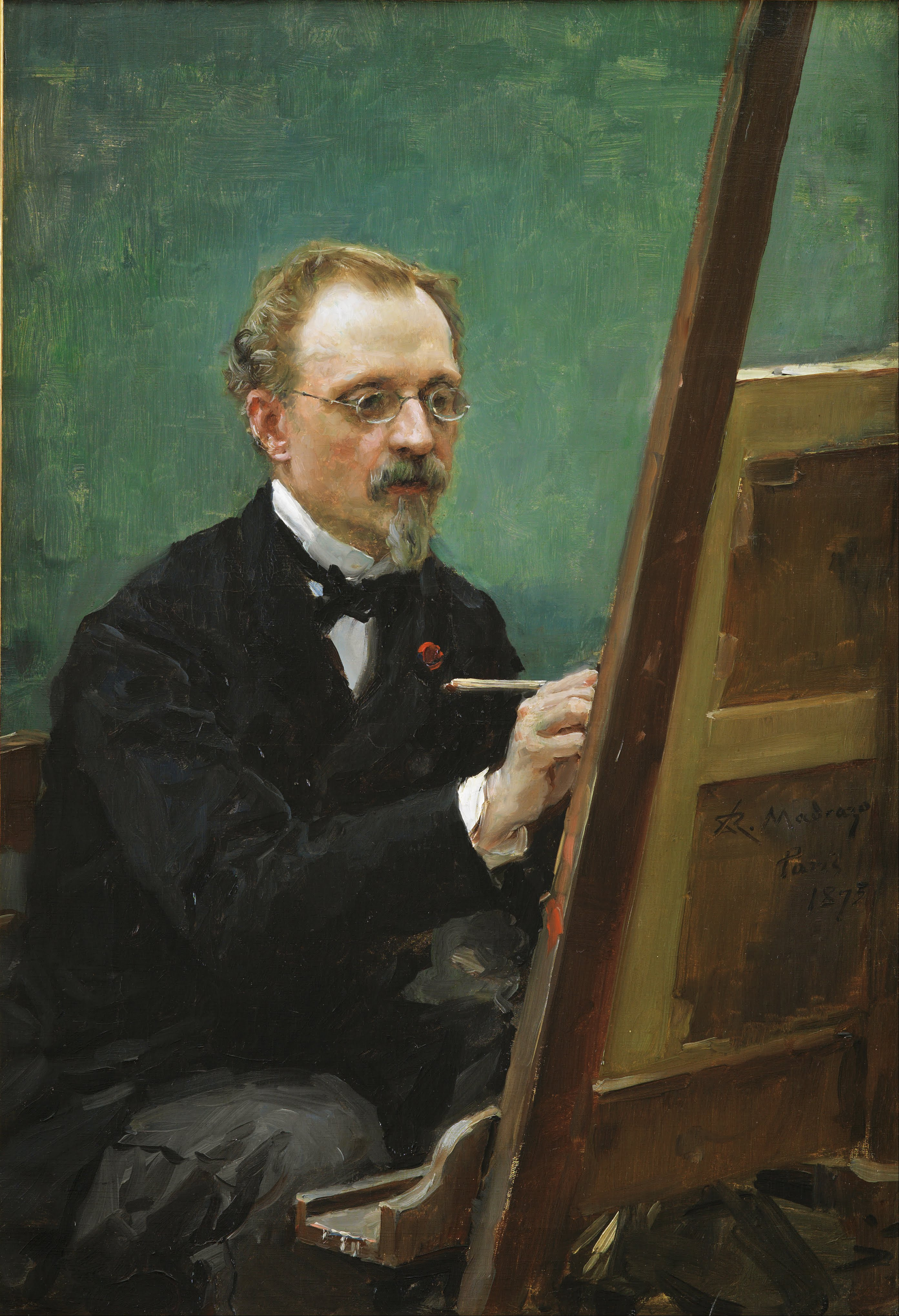
Портрет Федеріко де Мадрасо, 1875
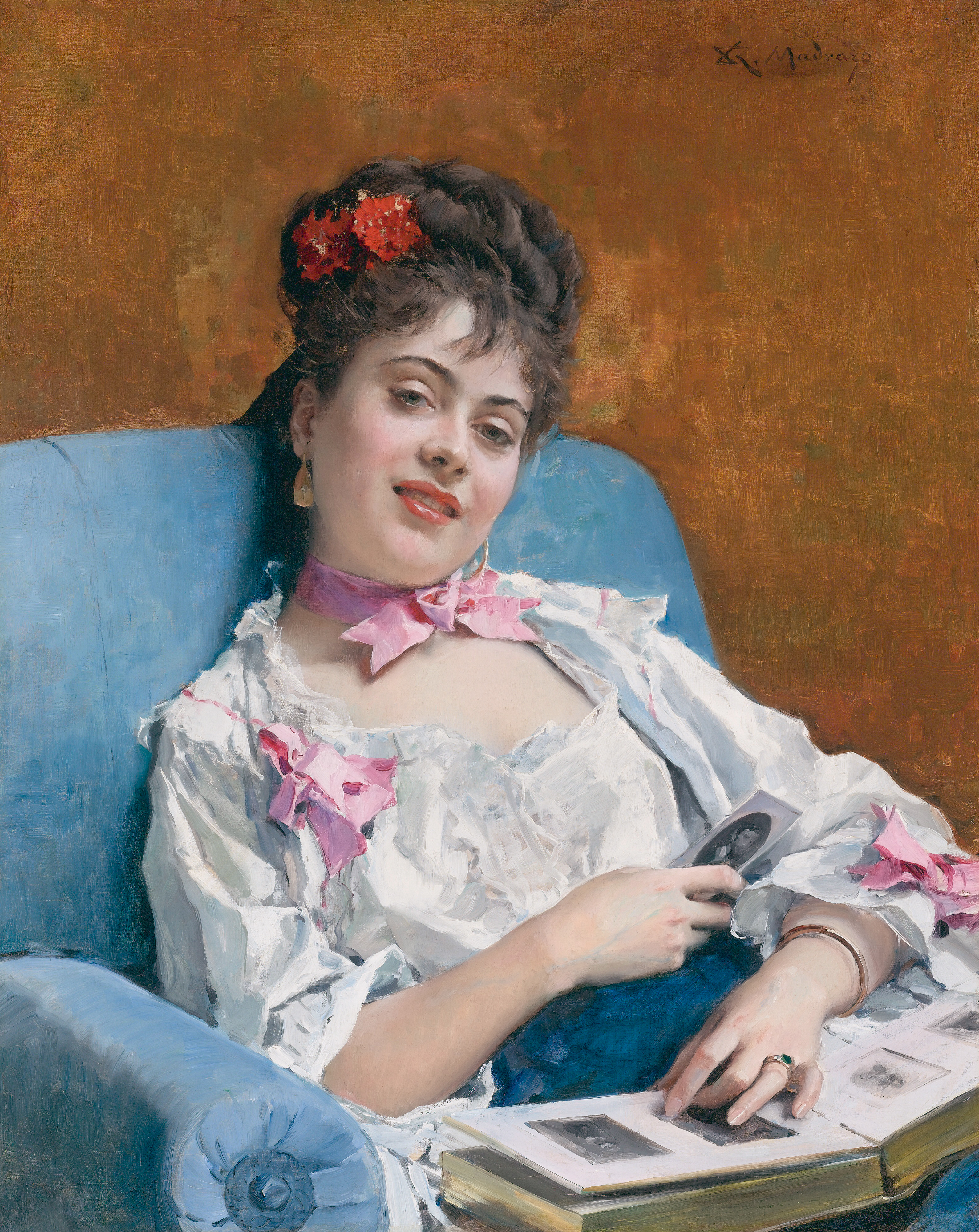
Приємні спогади
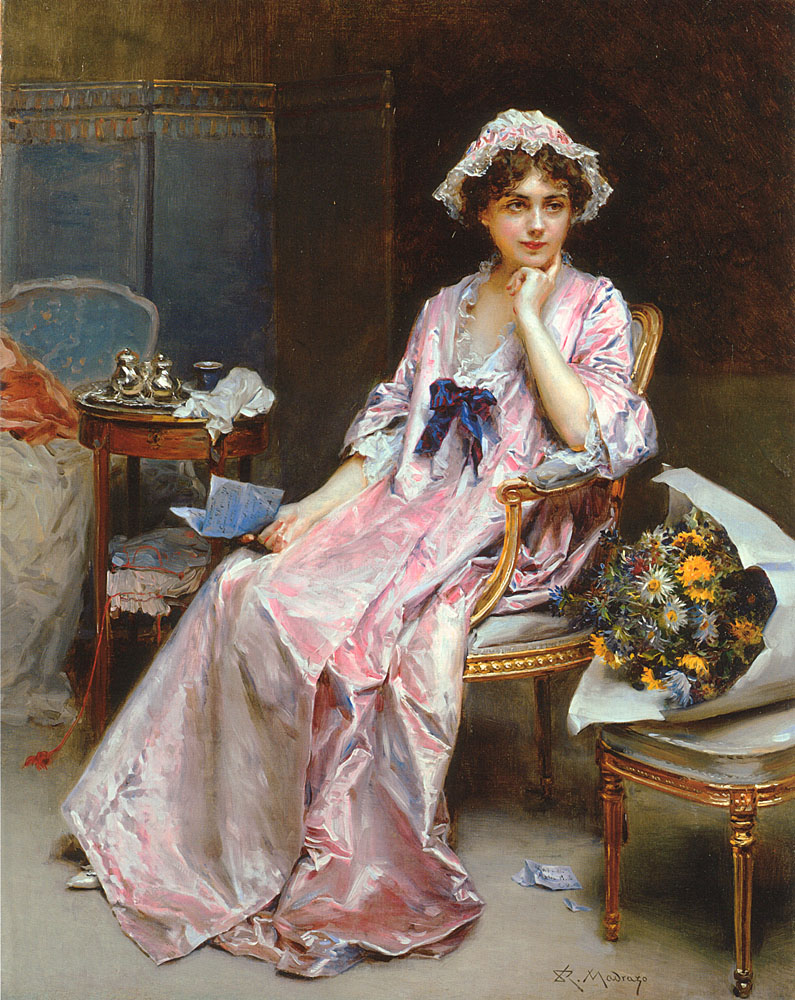
Неохоча коханка
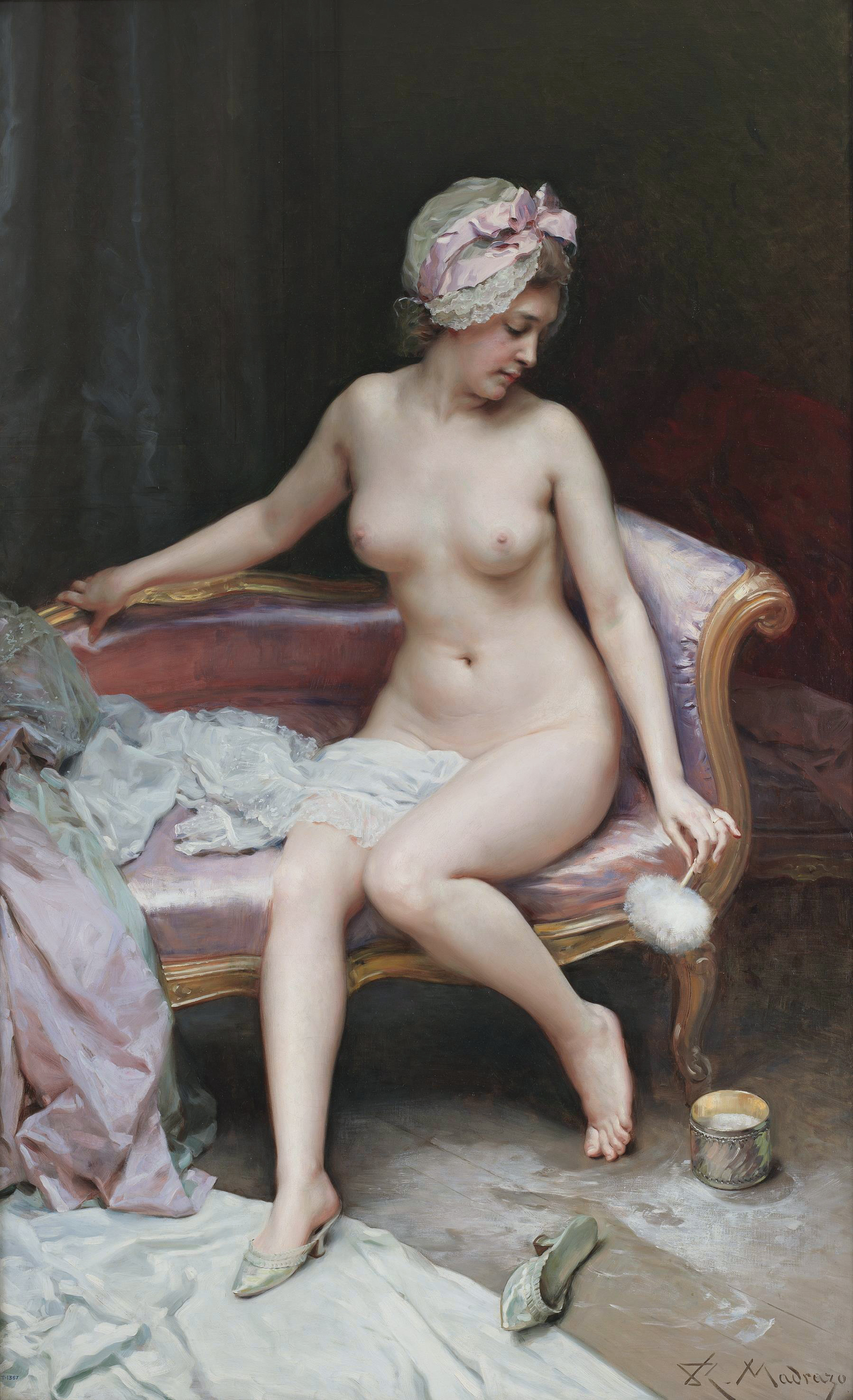
Після купання, c. 1895
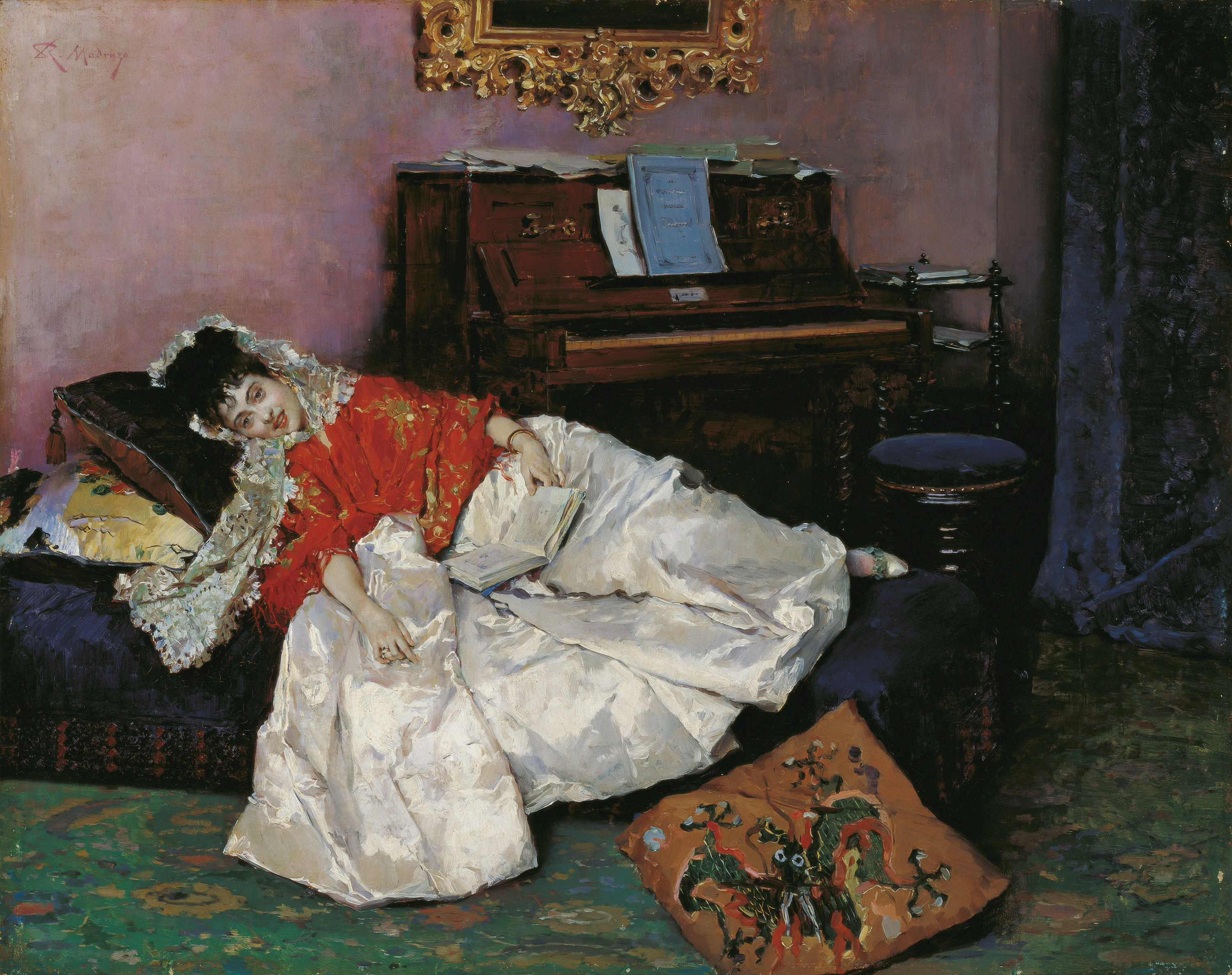
Читання, c. 1880-85
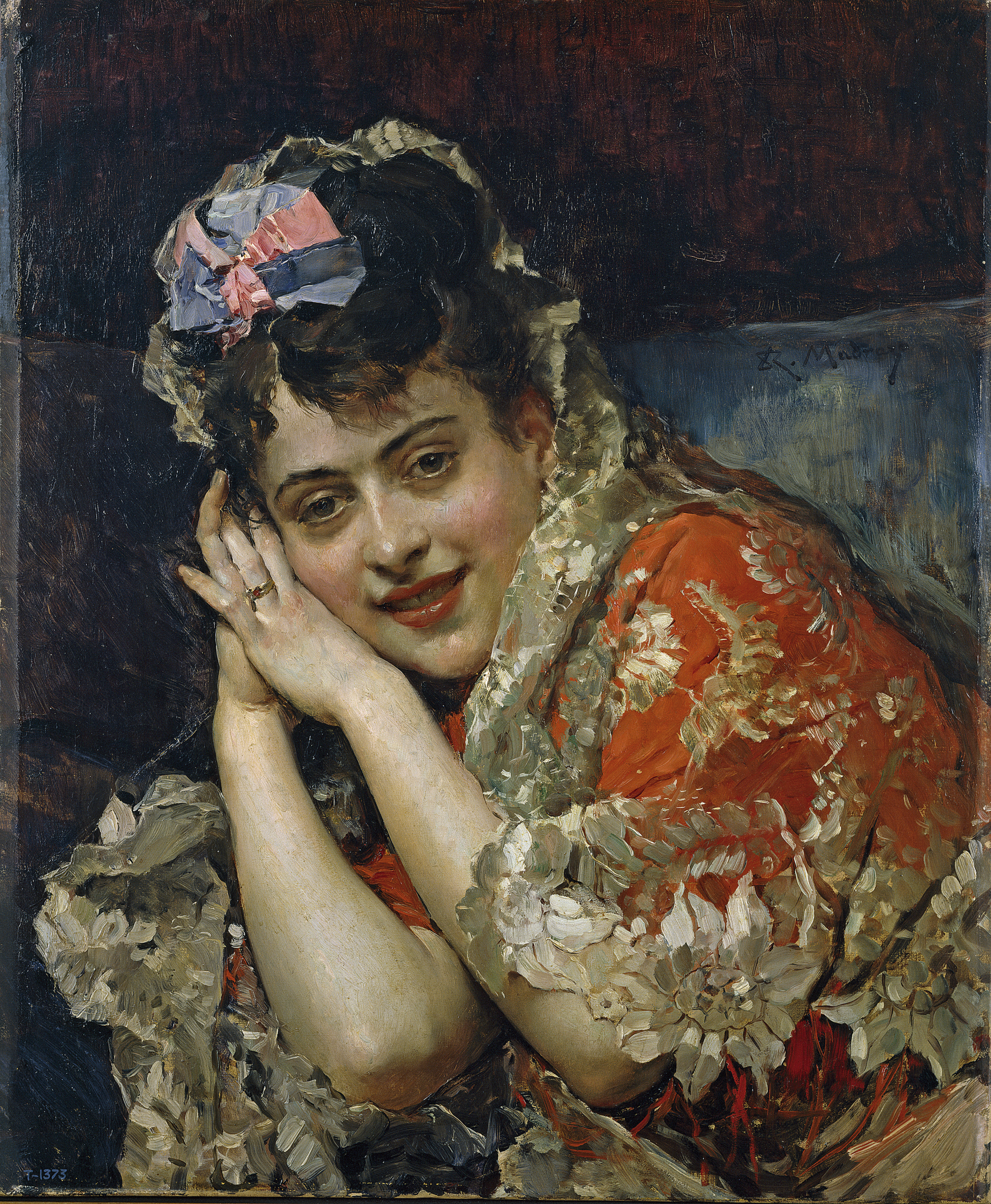
Портрет Алін Массон у мантилії, c. 1875
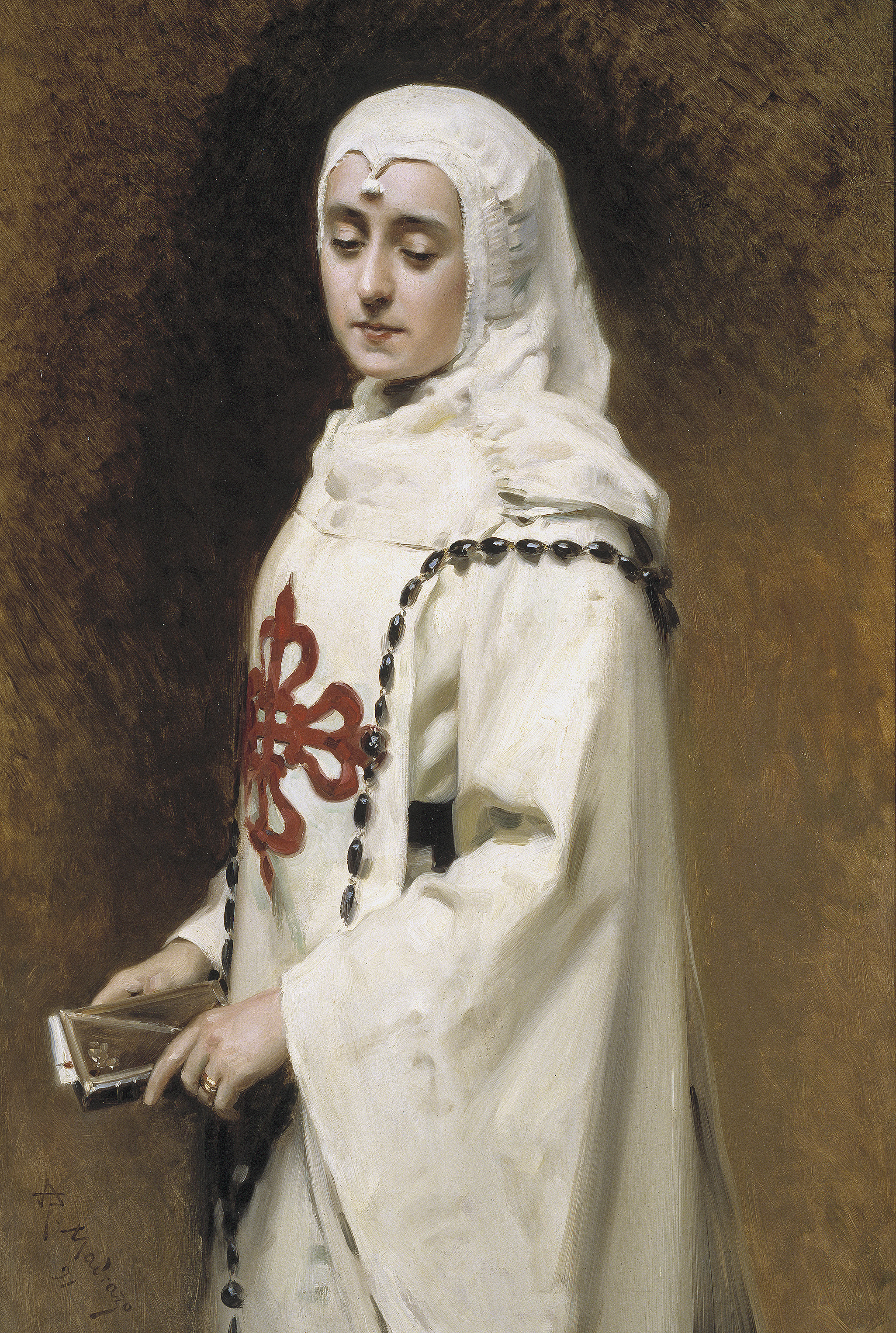
Портрет Марії Герреро в ролі доньї Інес. 1891
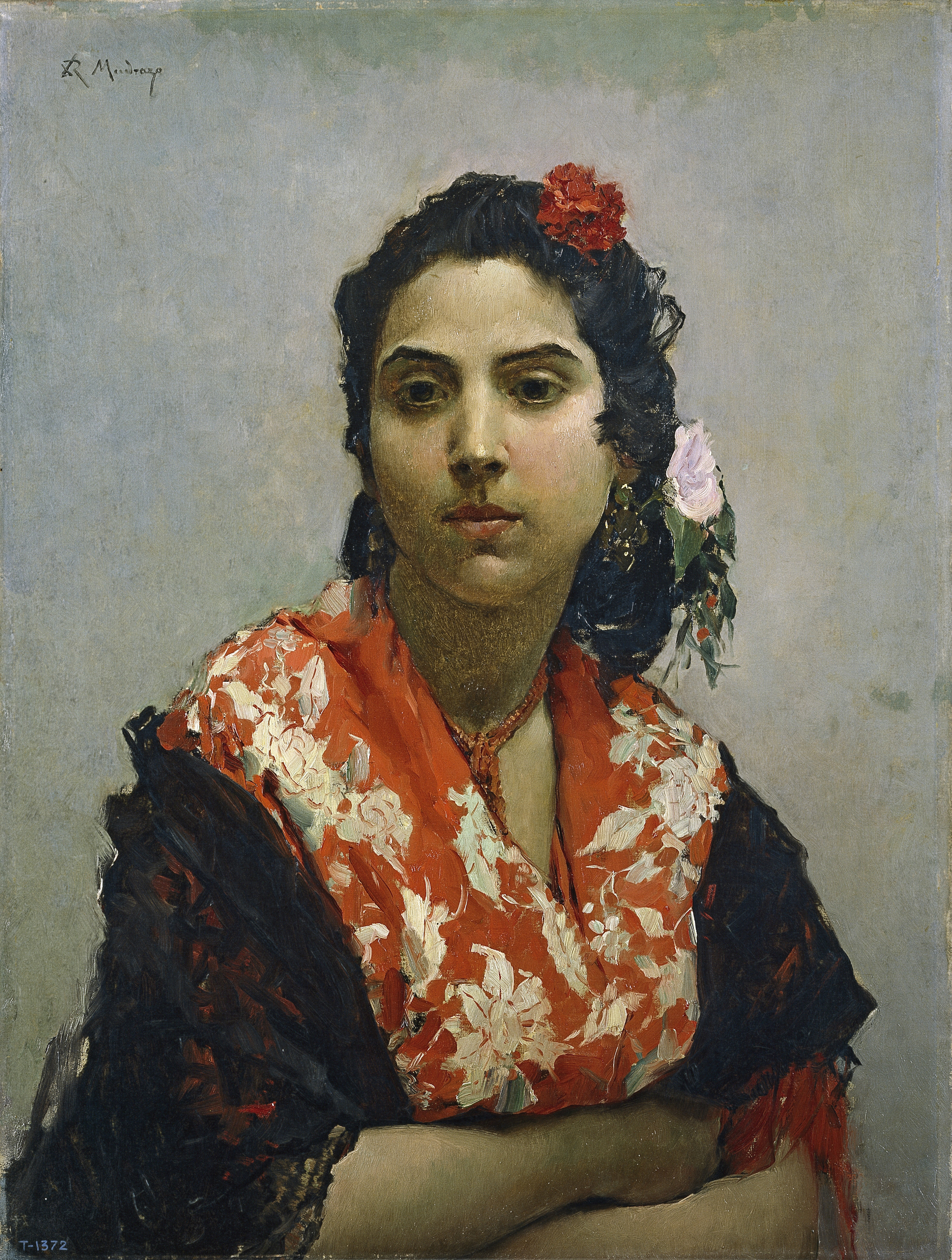
Циганка, 1872
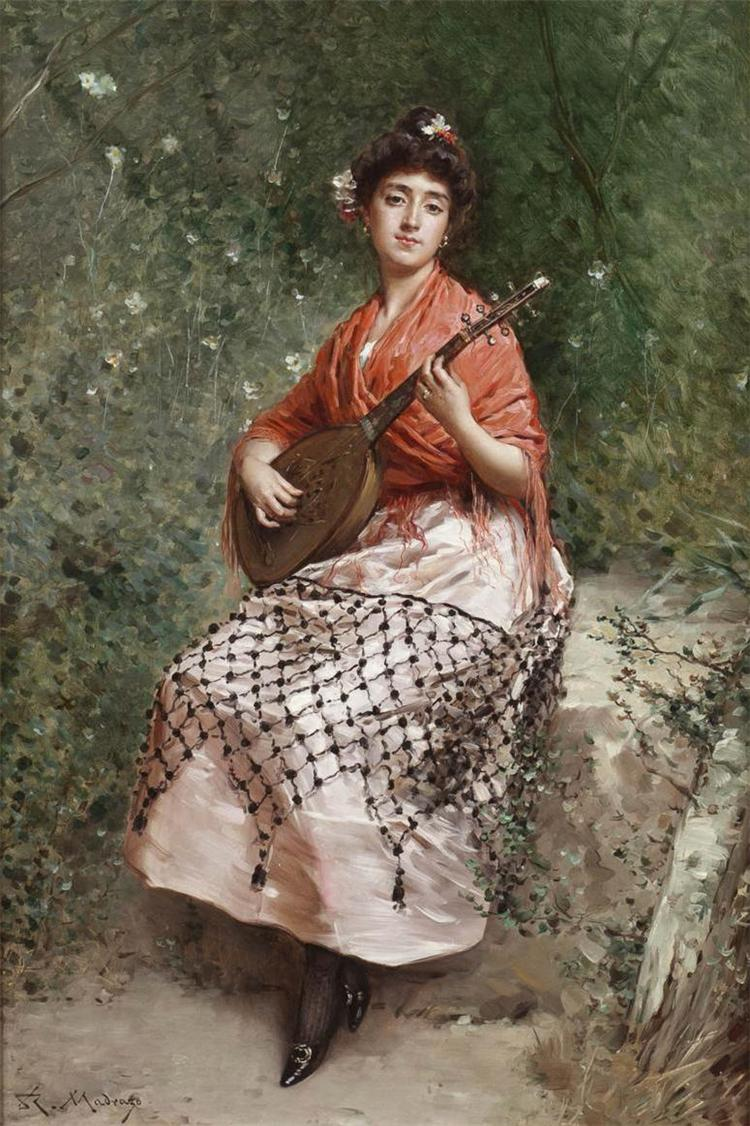
Красива бандуристка, 1870
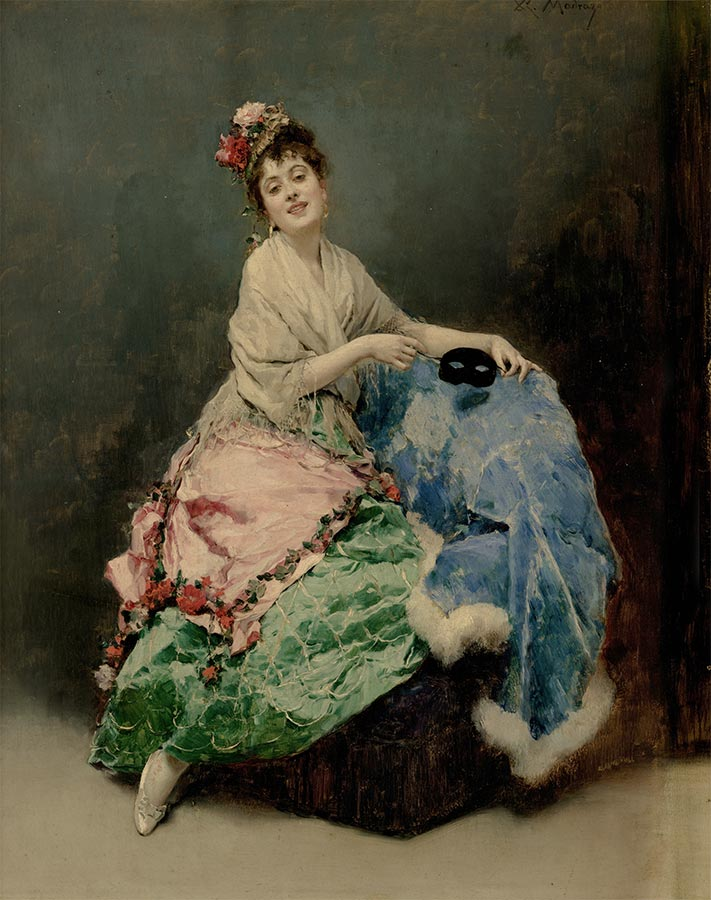
Аліна з маскою
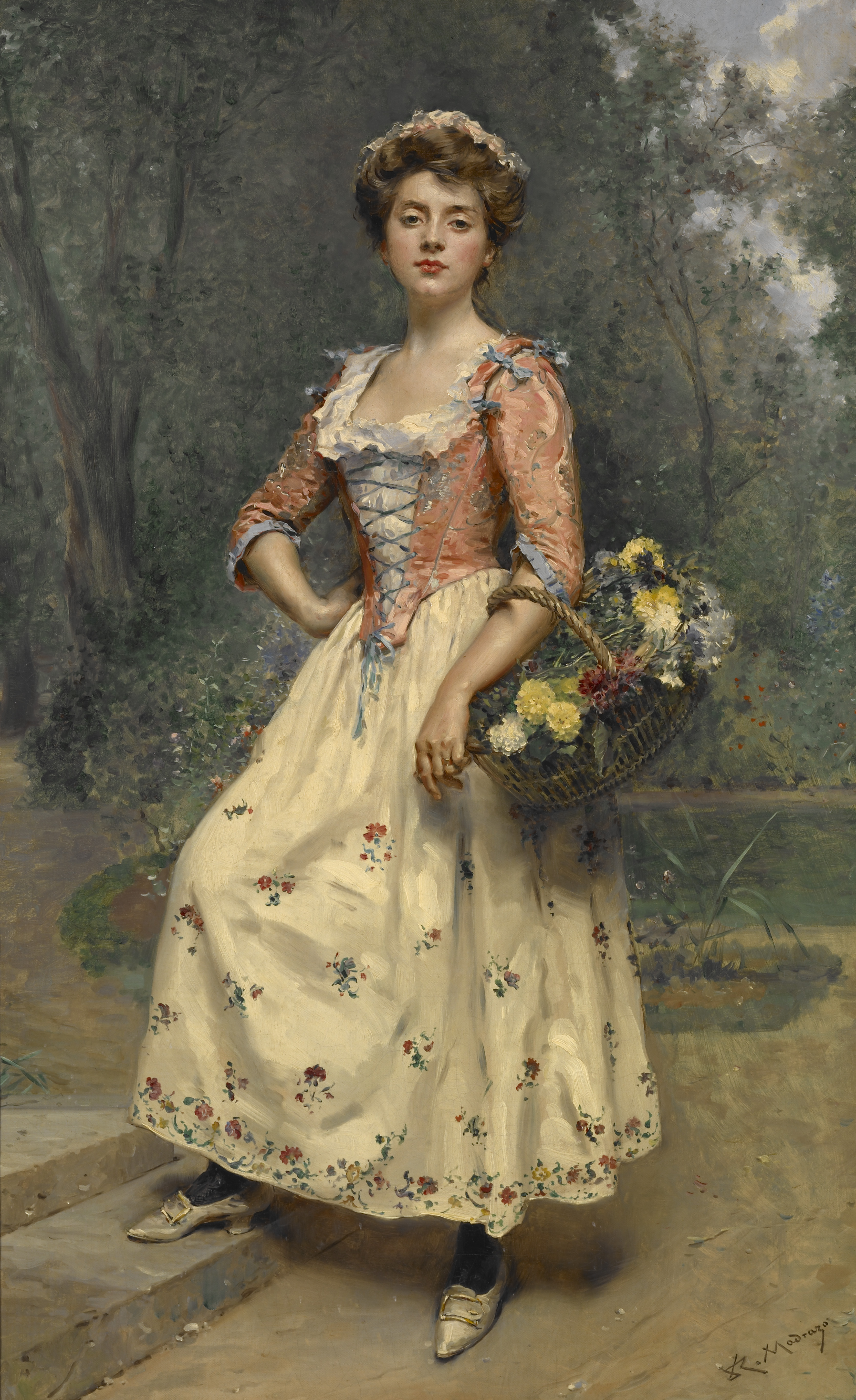
Весняна красуня
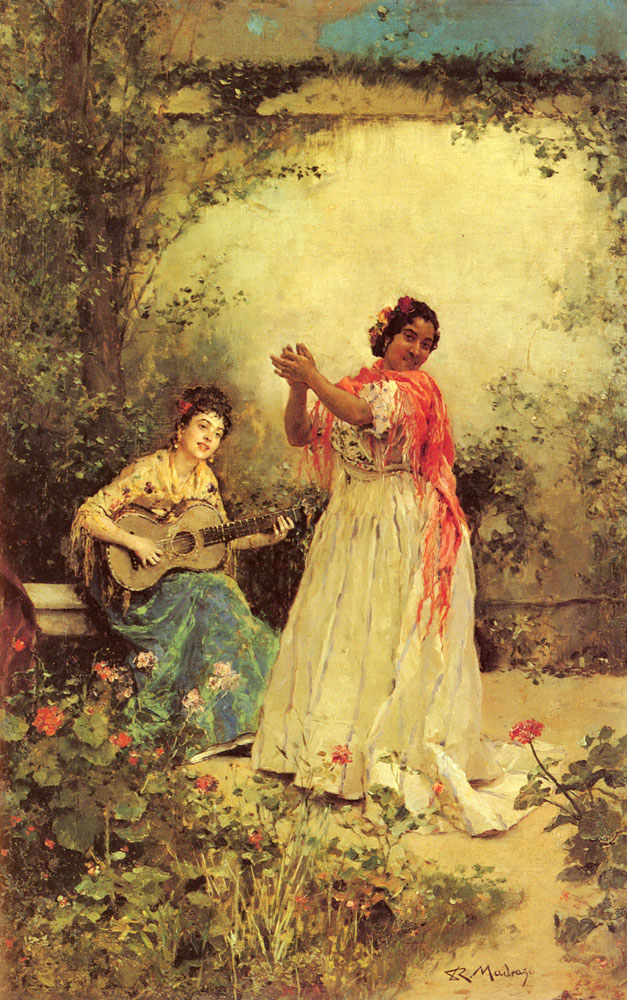
Красива і співуча
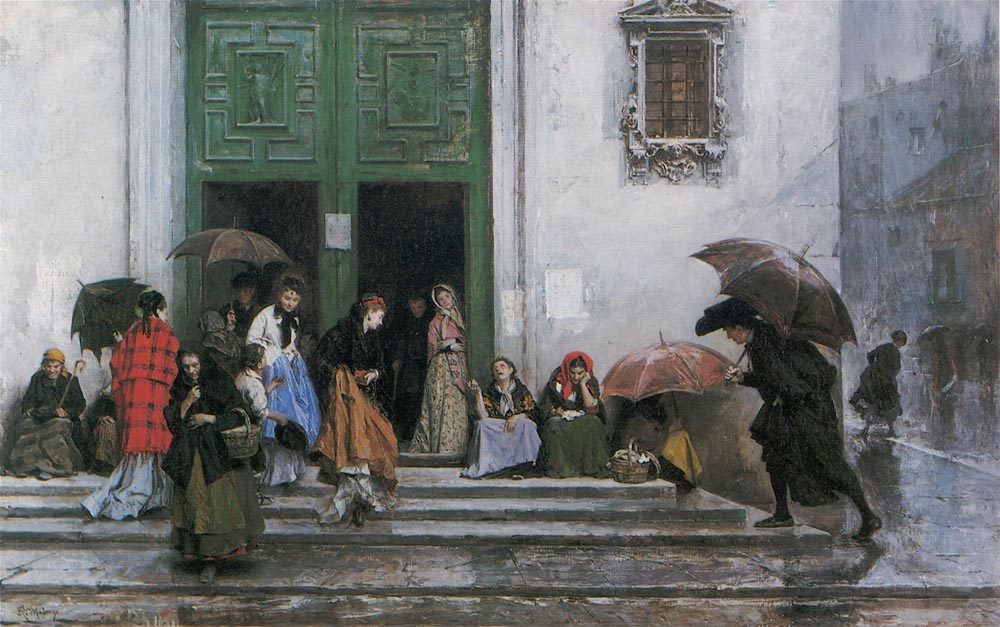
Виходячи з церкви
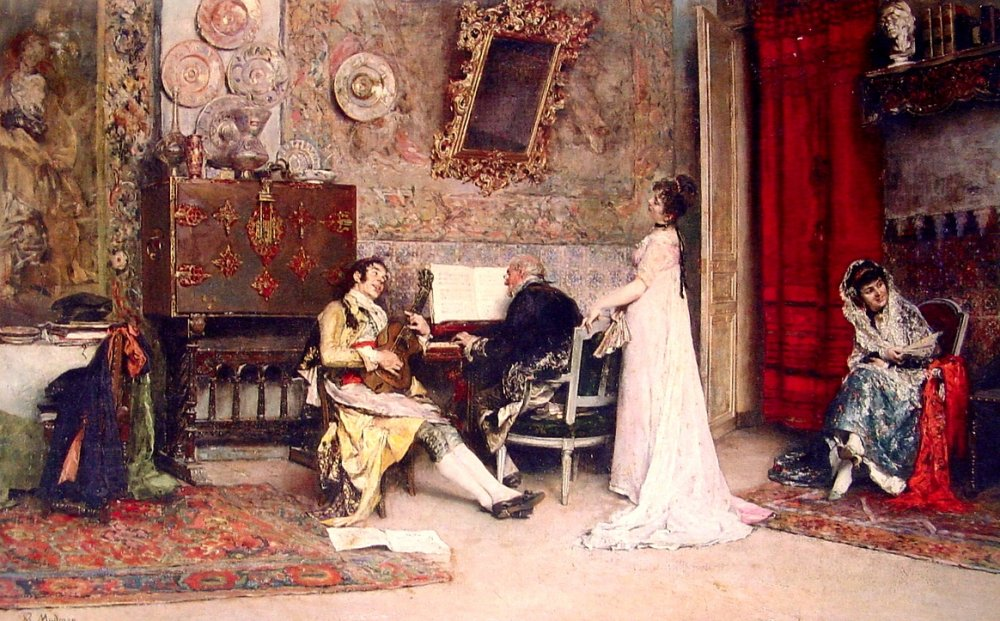
Урок музики
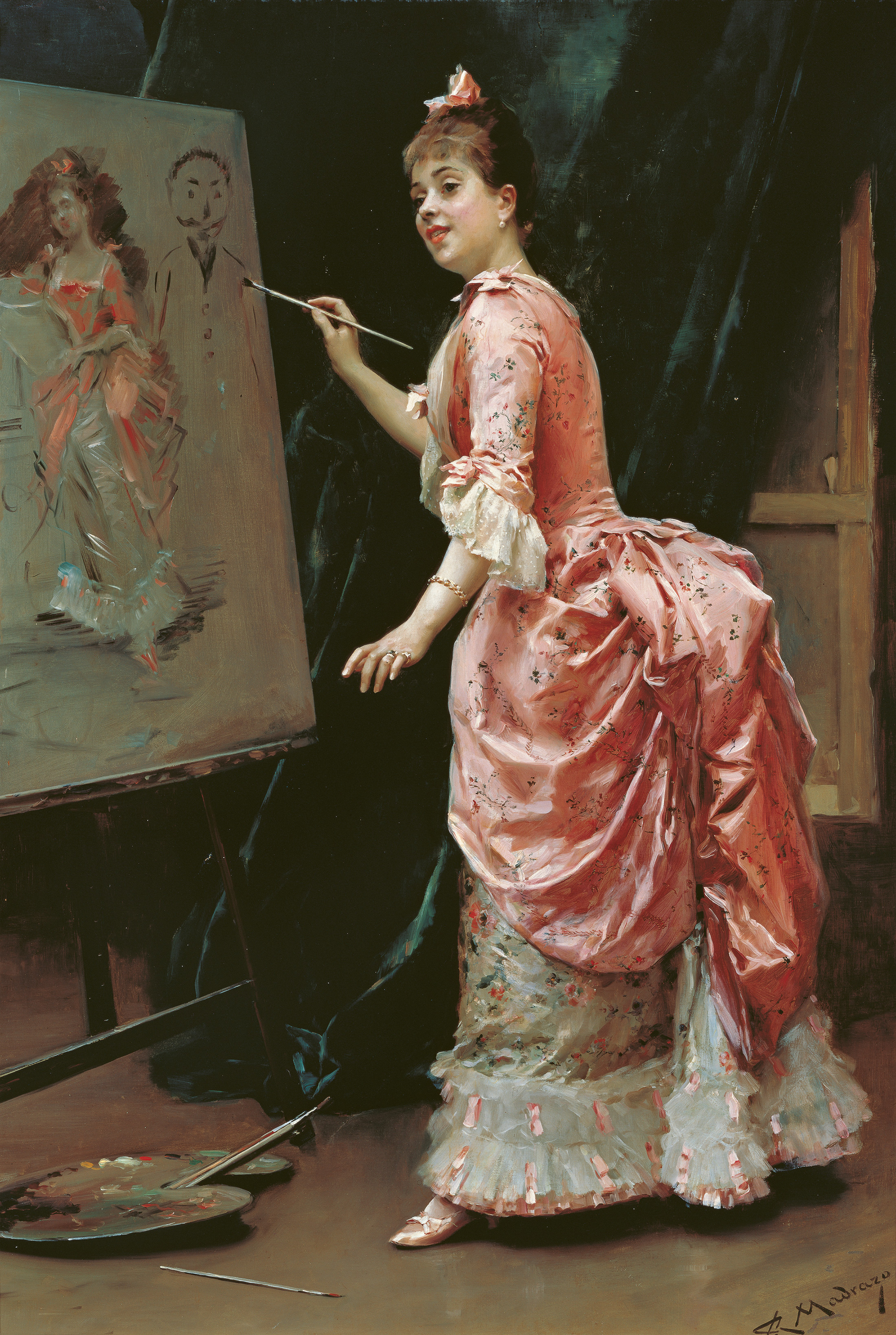
Витівки моделі, c. 1885
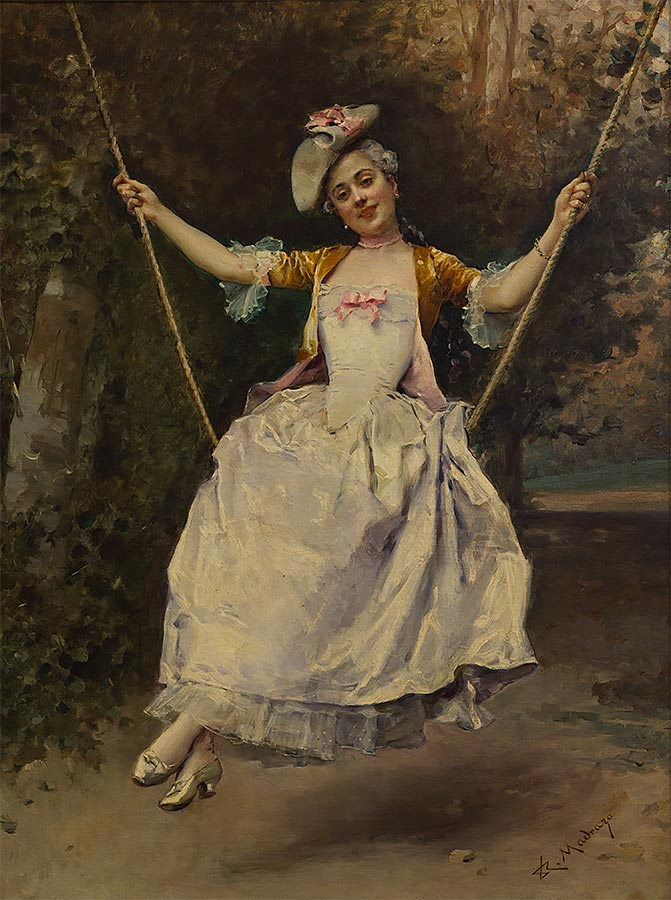
Дівчина на гойдалці
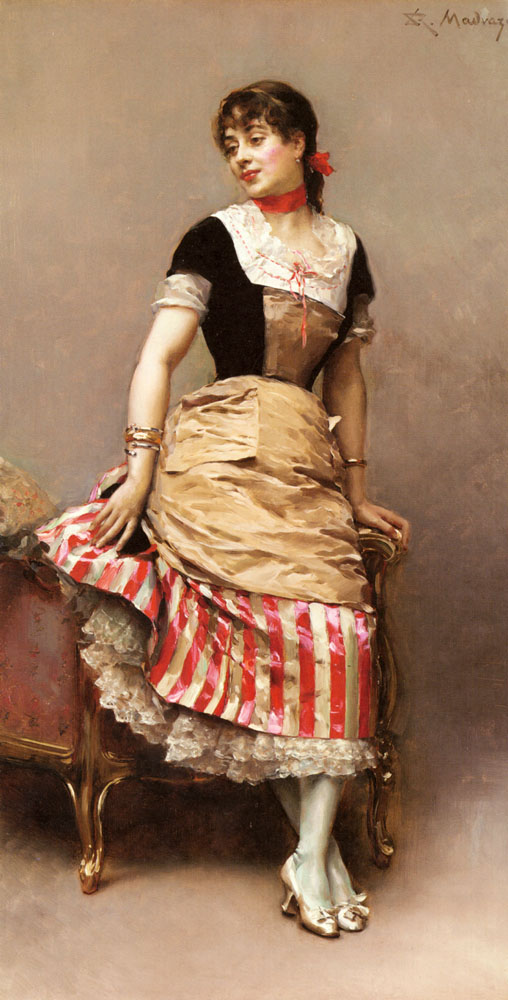
Портрет Алін Массон, спираючись на софу
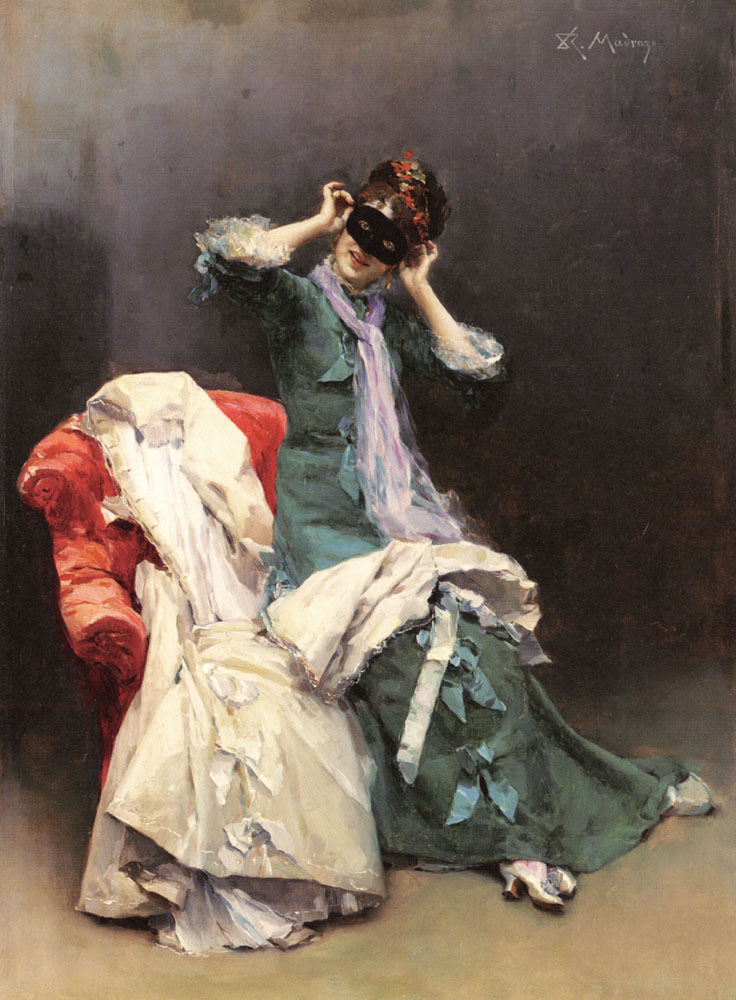
Підготовка до костюмованого балу
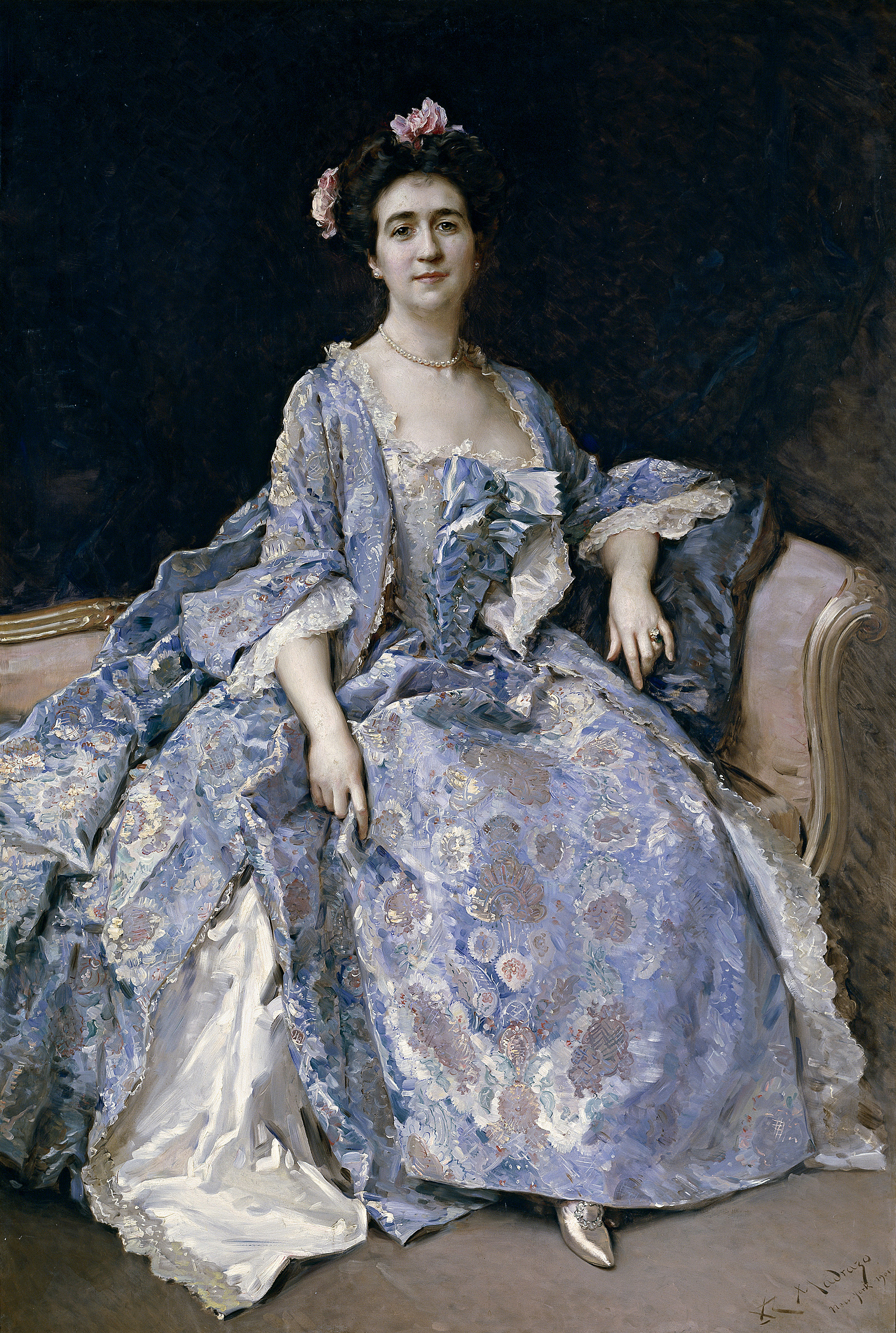
Марія Хан, дружина художника, 1901
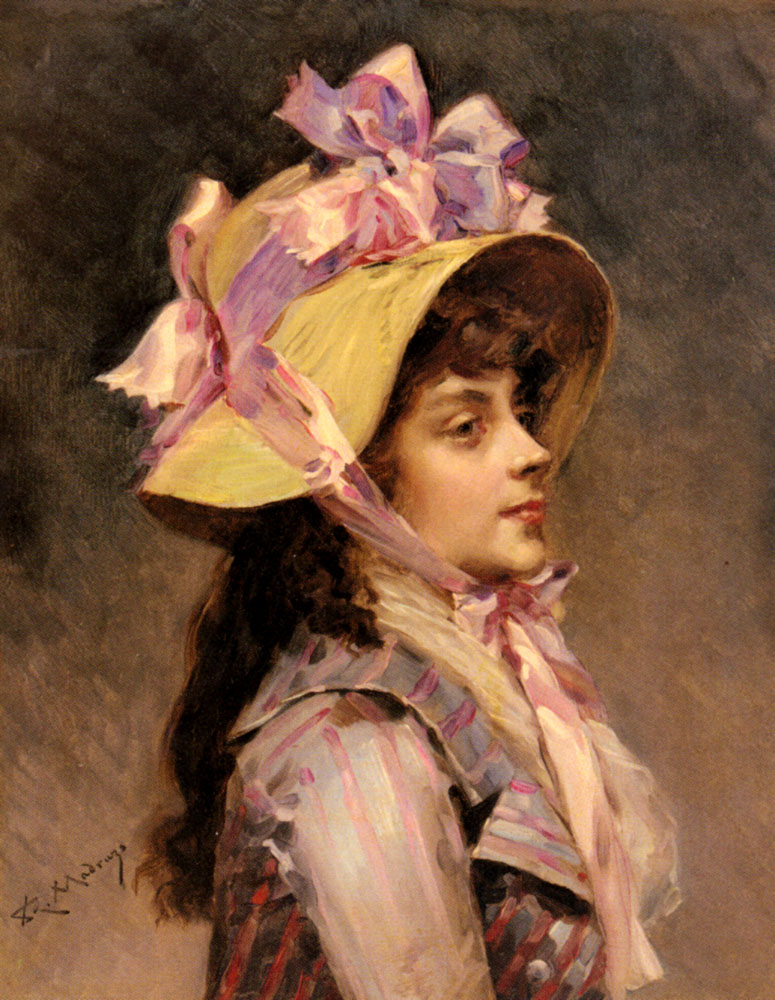
Портрет леді в рожевих стрічках

## Подальше читання
- Raimundo de Madrazo (1842—1920), exhibition catalog, Zaragoza, Proedi Promociones Editoriales, 1996. ISBN 84-89640-02-5
- Portús Pérez, Javier, The Spanish Portrait: from El Greco to Picasso. London: Scala, 2004. ISBN 978-1-85759-374-7
- El Legado Ramón de Errazu, Rico, Fortuny y Madrazo, exhibition catalog, Madrid, Museo Nacional del Prado, 2005. ISBN 84-8480-086-5
- Assier, Mathilde, Raimundo de Madrazo (1841—1920), aux confins de la modernité, 2012.
- Raimundo de Madrazo y Garreta (1841—1920), Portrait of Isabelle McCreery, 1880. http://www.jansantiques.com/Lot/jac2025.php